# Juegos Náuticos Intercélticos y del Espacio Atlántico

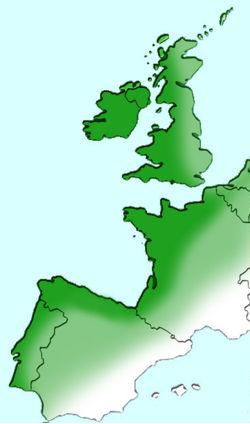
Arco Atlántico

Los Juegos Náuticos Intercélticos y del Espacio Atlántico son un evento deportivo náutico que se celebra anualmente en los diferentes países y regiones que configuran el Arco Atlántico Europeo. Estos juegos se encuentran enmarcados en un proyecto de cooperación entre los países y regiones atlánticos para promover el intercambio deportivo, cultural y económico, y fomentar el entendimiento y la amistad entre los pueblos.

## El Comité Internacional
El Comité Internacional de los Juegos Náuticos Intercélticos fue creado en 1996, tras los primeros juegos. Es una asociación que reúne representantes de las diferentes regiones miembros. En la actualidad, está compuesto por los países y regiones de Irlanda, Isla de Man, País de Gales, Cornualles, Escocia, Bretaña, Asturias, Galicia, Norte de Portugal y País Vasco. Cada año, durante una asamblea general, los miembros del Comité Internacional de los Juegos Náuticos Intercélticos eligen el país o región que organizará el evento, elaboran los reglamentos y las reglas de competición y deciden las acciones para la promoción de los Juegos Náuticos Intercélticos y del Espacio Atlántico.

## Los Juegos Náuticos Intercélticos

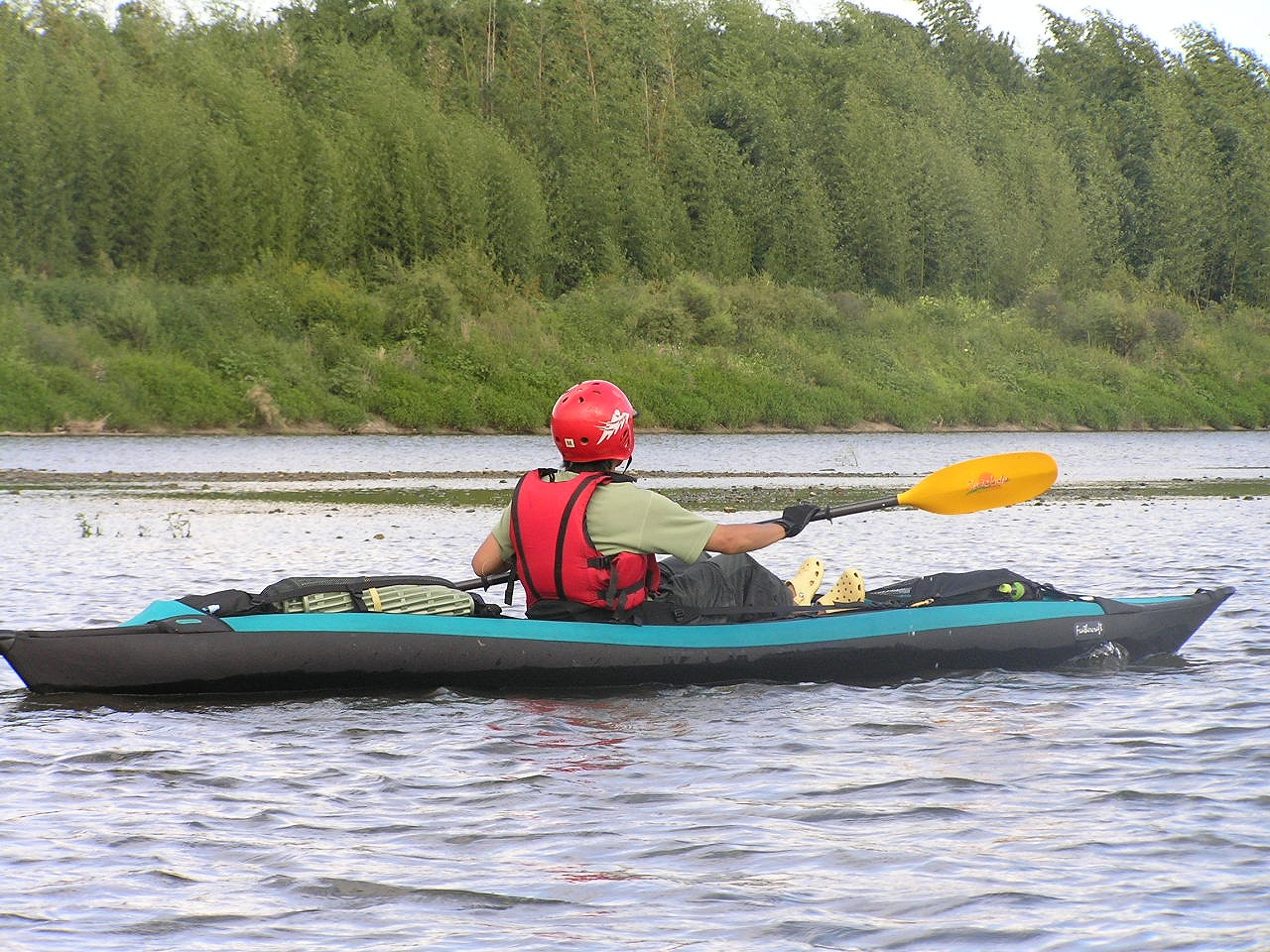
Kayak.

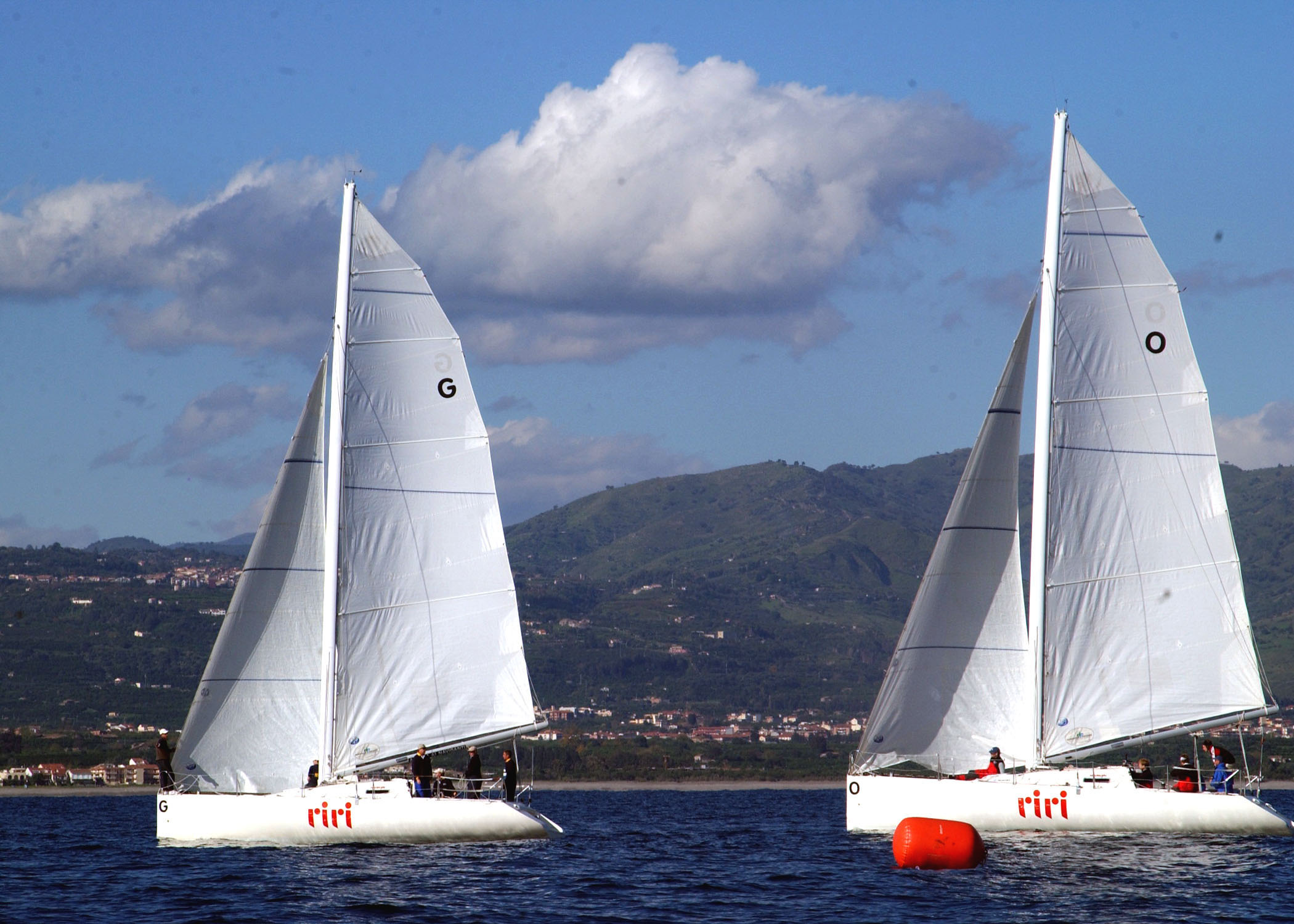
Regata de vela.

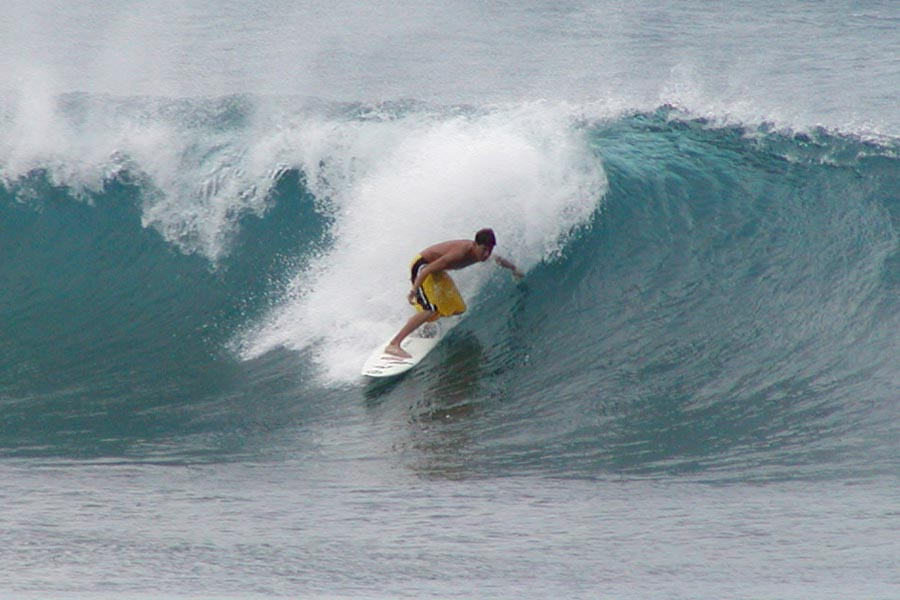
Surf.

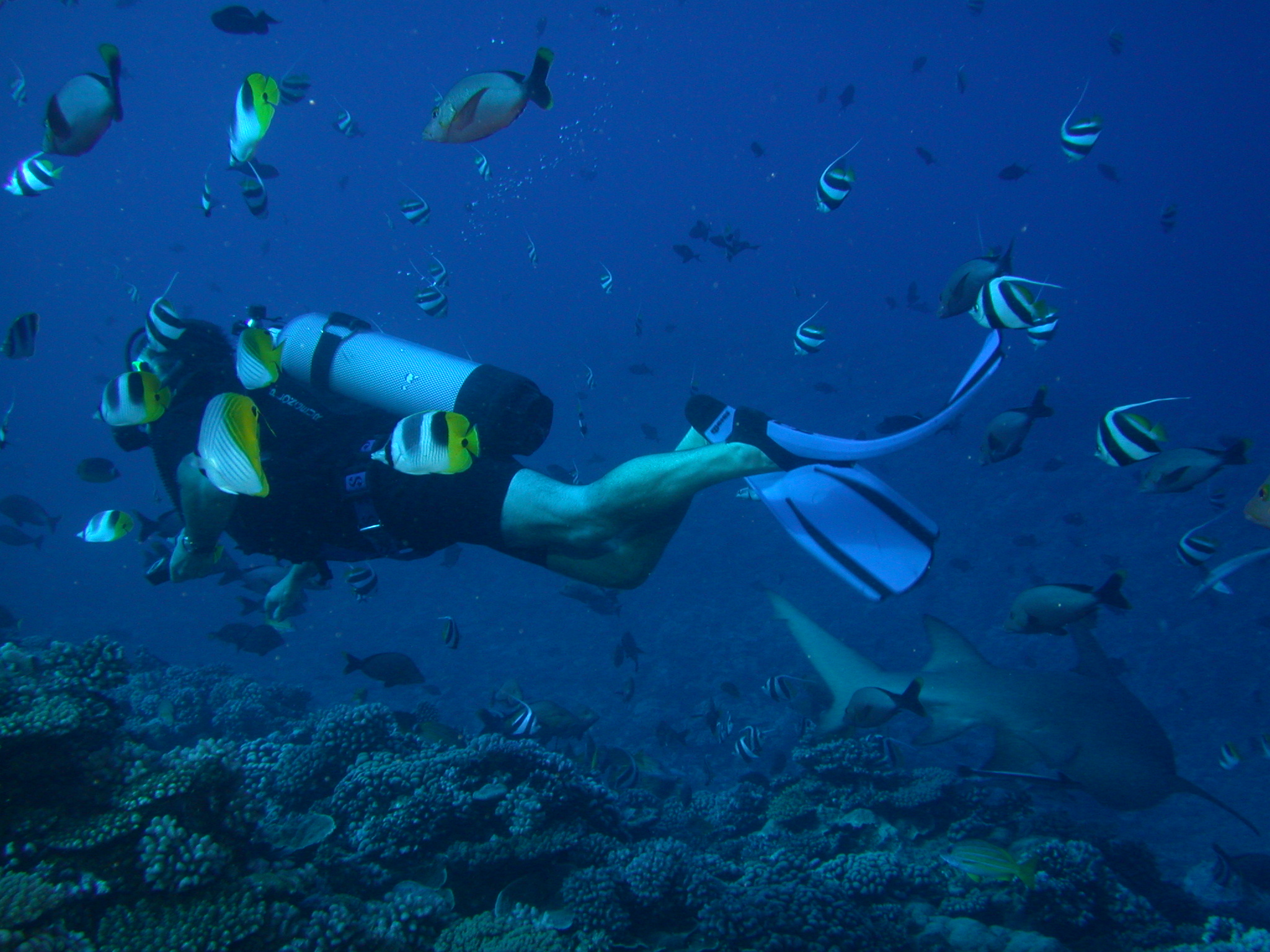
Submarinismo.

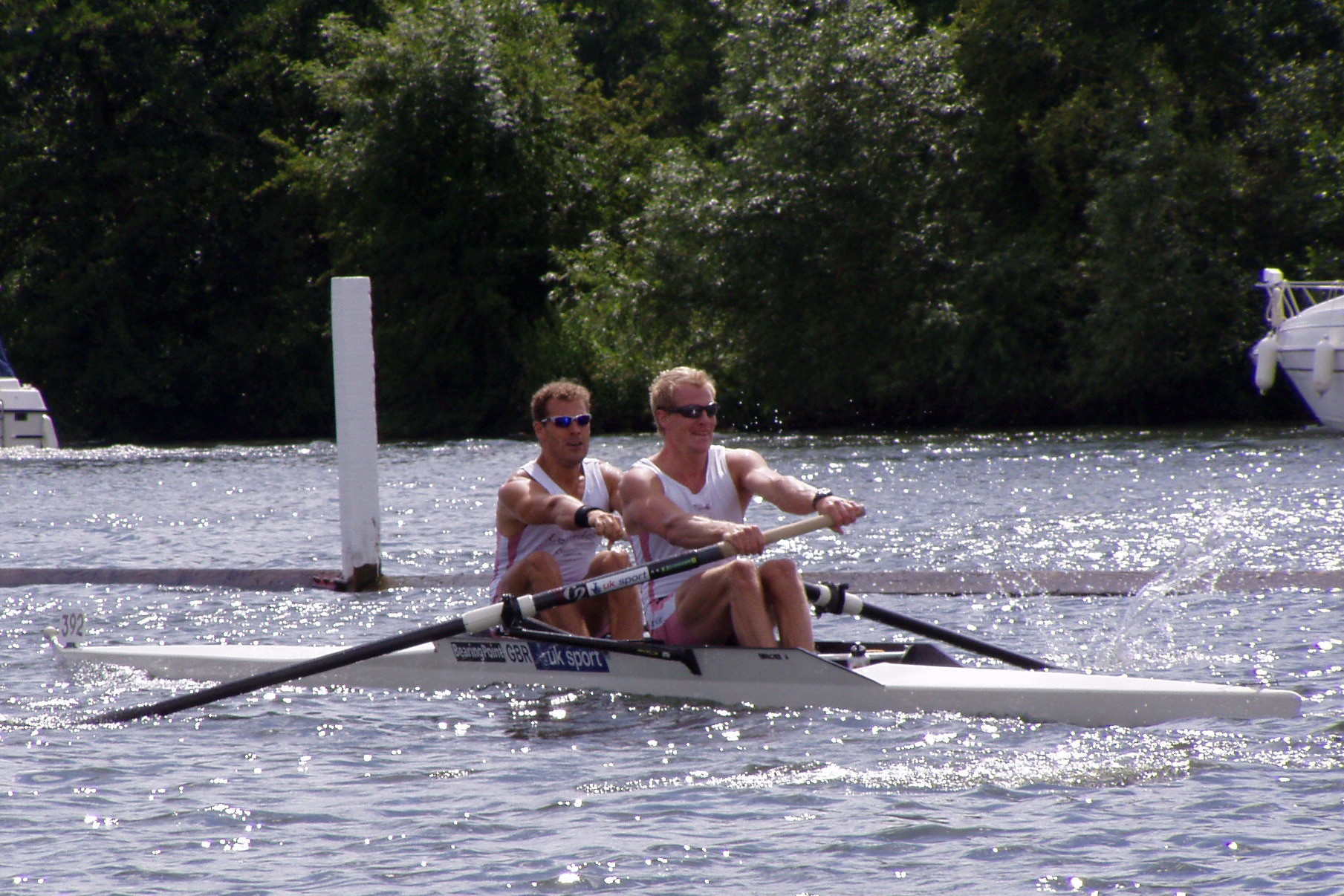
Remo, doble scull.

Cada año durante el verano, 500 a 600 competidores venidos de los países y de las regiones del Espacio Atlántico se encuentran para una semana de competiciones y de intercambios. Es una competición que reúne los mejores deportistas de las federaciones náuticas de las regiones. Esta competición constituye el único evento deportivo internacional que reúne los deportes náuticos siguientes: vela, surf, piragüismo, remo, submarinismo y coche de vela.
Los Juegos Náuticos Intercélticos y del Espacio Atlántico también tienen una parte cultural y una parte económica que se están desarrollando.
La semana de competición viene acompañada de un importante programa cultural. Varios conciertos y espectáculos son organizados, sin olvidar los grandes momentos de fiesta que son las Ceremonias de Apertura y de Clausura que destacan las fuerzas de los países y de las regiones que participan.
Desde 2003, los Juegos han sido enriquecidos por la presencia de un Mercado Celta, donde, durante cuatro días, expositores de las diferentes regiones participando a los juegos presentan los productos de sus tierras a un público más importante cada año.

## Países y regiones participantes
Desde su primera celebración en Bretaña en 1995, el objetivo de los Juegos Náuticos Intercélticos ha sido reunir, durante una semana de competiciones náuticas, delegaciones de todas las regiones atlánticas y celtas de Europa. Varias regiones no célticas quisieron entrar en la organización por lo que desde 2007, los juegos se llaman Juegos Náuticos Intercélticos y del Espacio Atlántico. Los países participantes hasta la fecha han sido Irlanda, Isla de Man, País de Gales, Cornualles, Escocia, Bretaña, Asturias, Galicia, Norte Portugal y País Vasco, integrantes actuales del Comité Internacional, más Cantabria, Islas Canarias, Aquitania, Devon y Cataluña.

## Sedes de los Juegos
Los Juegos Náuticos Intercélticos han sido organizados 15 veces en las 10 diferentes regiones que integran el Comité Internacional:
| Año  | Evento       | Sede                 | País/Región       |
| ---- | ------------ | -------------------- | ----------------- |
| 1995 | I edición    | Presqu’île de Crozon | Bretaña           |
| 1996 | II edición   | Tenby                | País de Gales     |
| 1997 | III edición  | Ferrol               | Galicia           |
| 1998 | IV Edición   | Bude                 | Cornualles        |
| 1999 | V edición    | Largs                | Escocia           |
| 2000 | VI edición   | Gijón                | Asturias          |
| 2001 | VII edición  | Oporto               | Norte de Portugal |
| 2002 | VIII edición | Ballyshannon         | Irlanda           |
| 2003 | IX edición   | Pays de Morlaix      | Bretaña           |
| 2004 | X edición    | O Salnes             | Galicia           |
| 2005 | XI edición   | Gijón                | Asturias          |
| 2006 | XII edición  | Cornualles           | Cornualles        |
| 2007 | XIII edición | Pays de Morlaix      | Bretaña           |
| 2008 | XIV edición  | Guecho y Sopelana    | País Vasco        |
| 2009 | XV edición   | Viana do Castelo     | Norte de Portugal |
| 2010 | XVI edición  | Santander            | Cantabria         |

## Cantabria 2010
Los Juegos Náuticos 2010 serán organizados por el Gobierno y la Federaciones deportivas de Cantabria en la Bahía de Santander del 31 de julio al 5 de agosto. Como en 2009, los deportes en competición serán la vela, el remo, el kayak, el surf y las actividades subacuáticas. Las diferentes competiciones tendrán lugar en los siguientes emplazamientos de los municipios cántabros de Santander, Ribamontán al Mar, Marina de Cudeyo y Camargo:

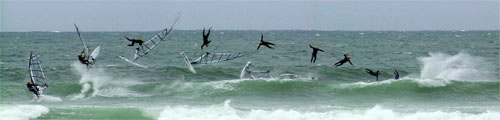
Windsurf en la costa de Cantabria

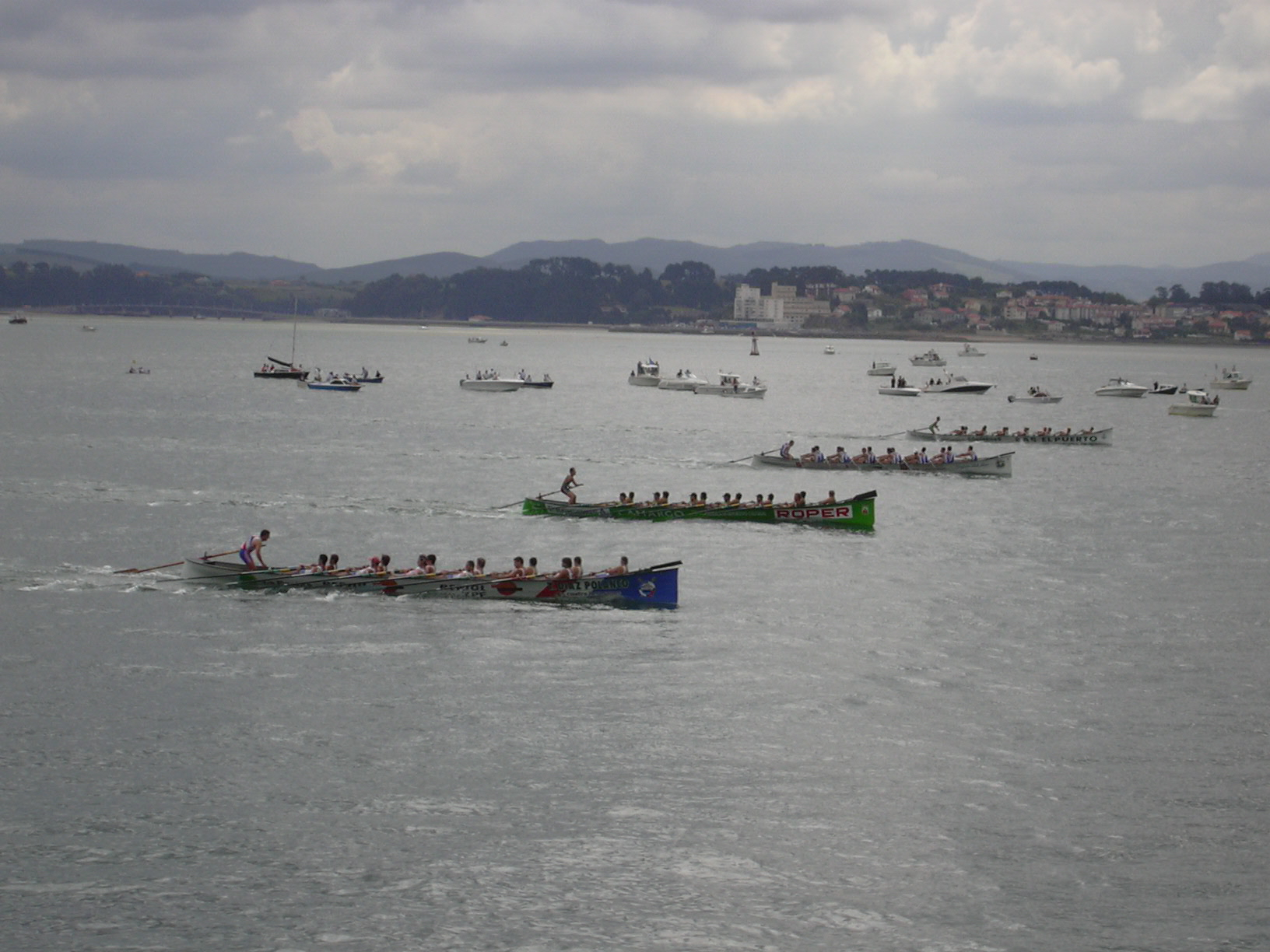
Regata de traineras, embarcación propia de la costa cantábrica, en la Bahía de Santander.

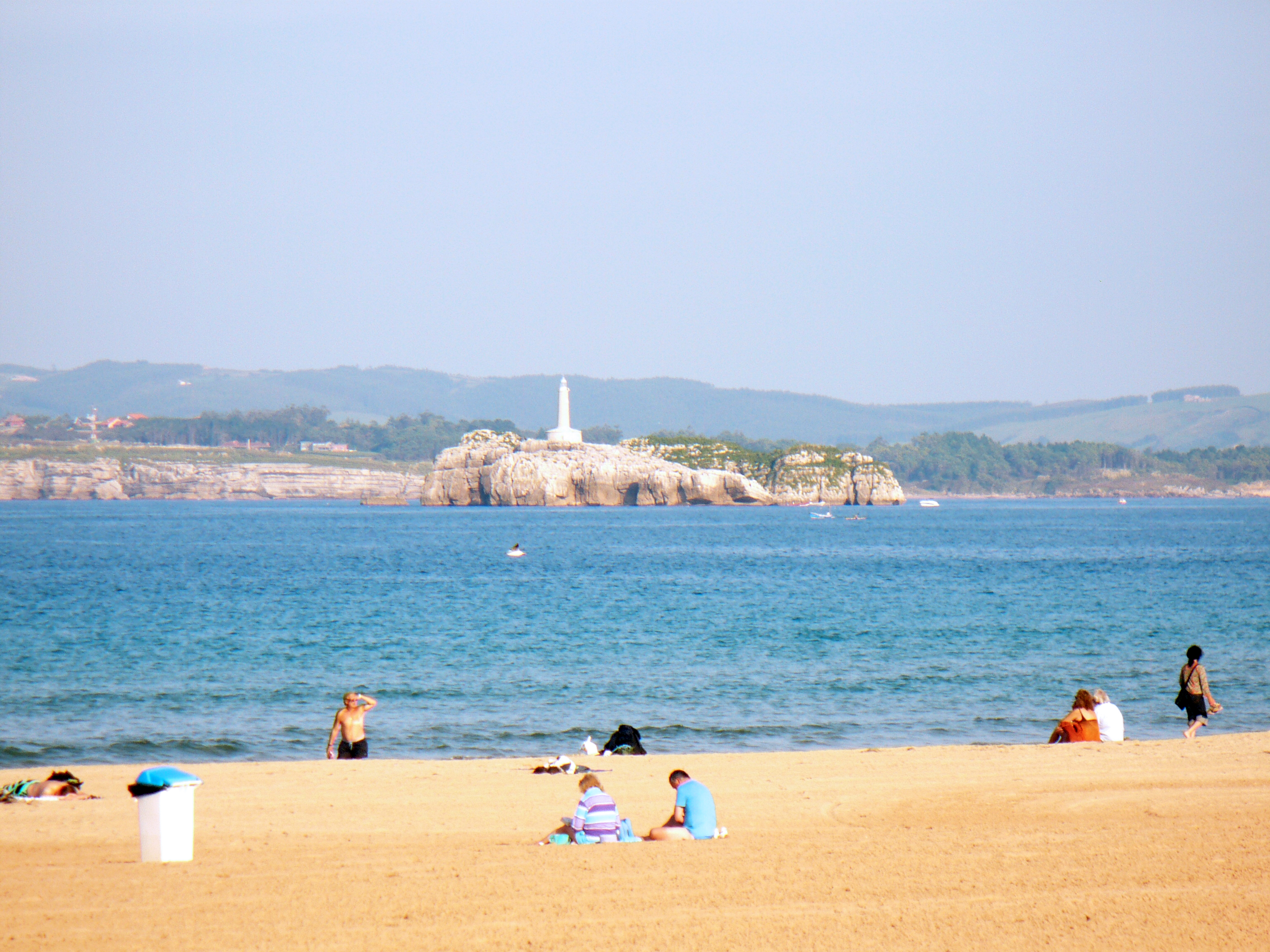
Isla de Mouro, en torno a la cual tendrá lugar la fotografía submarina.

- Vela - Abra de El Sardinero (Santander).
  - Optimist
  - 420 femenino / masculino
  - Laser 4.7 femenino / masculino
  - 29er open
  - Laser Radial femenino / masculino
  - monotipo J80
- Remo - Punta de Parayas (Maliaño, Camargo).[3]
  - 8 con timonel cadete masculino
  - Skiff junior femenino / masculino
  - Doble Scull junior femenino / masculino
  - 4 Scull cadete masculino
  - 4 Scull junior femenino / masculino
  - Batel junior femenino / masculino
- Kayak de mar - Área del Real Club Marítimo de Santander y Museo Marítimo del Cantábrico (Santander).
  - Kayak de mar junior femenino / masculino
  - Kayak de mar femenino / masculino
  - Kayak polo open
- Kayak y piragüismo olímpico - Ría de Astillero (Marina de Cudeyo).
  - K1 pista sprint y maratón junior femenino / masculino
  - K1 pista sprint y maratón femenino / masculino
  - K2 masculino 3000 m
- Surf - Playa de Somo (Ribamontán al Mar).
  - Bodyboard femenino / sub-18 / open
  - Surf femenino / sub-14 / sub-16 / sub-18 / open
  - Longboard sub-18 / open
- Actividades subacuáticas.
  - Fotografía submarina - Isla de Mouro (Santander).
  - Natación con aletas femenino / masculino

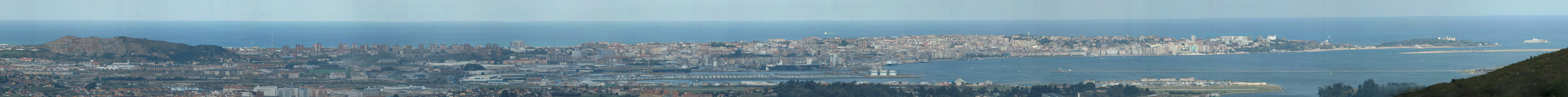
Vista de la Bahía de Santander.